# Nemzetközi udvariasság
A nemzetközi udvariasság (latinul: comitas gentium – a nemzetközi kapcsolatokban, a diplomáciában érvényesülő gyakorlat, amelyhez nem társul az alkalmazásának szükségességébe és jogi érvényességébe vetett hit (opinio iuris sive necessitatis), azaz nem szokásjog. A nemzetközi kapcsolatokban szokásos udvariasság megsértése nem von maga után jogi felelősséget a megsértővel szemben.

## Tartalma
Az államok közötti érintkezésben hosszú idő alatt kifejlődött szabályok összessége, amelyeket a nemzetközi szokásjogtól a kötelező jelleg hiánya különböztet meg.
Ennek megfelelően a nemzetközi udvariasság nem forrása a nemzetközi jognak, szabályainak figyelmen kívül hagyása, nem alkalmazása legfeljebb udvariatlan magatartás, de nem jogsértés, nem vonja maga után az állam nemzetközi jogi felelősségét.
Az államok puszta udvariassági gyakorlata az idők folyamán – az államok akaratából – nemzetközi szokásjogi szabállyá válhat, viszont az is megtörténhet, hogy a nemzetközi szokásjog valamely szabálya elveszti kötelező erejét, és csak udvariassági szabályként marad fenn.

## Példák
Példák az udvariassági normákra:
- a diplomáciai protokollra vonatkozó szabályok;
- egymás üdvözlése a polgári hajók által a nyílt tengeren.

## Fordítás
- Ez a szócikk részben vagy egészben  a   Comitas gentium című lengyel Wikipédia-szócikk ezen változatának fordításán alapul.  Az eredeti cikk szerkesztőit annak laptörténete sorolja fel. Ez a jelzés csupán a megfogalmazás eredetét és a szerzői jogokat jelzi, nem szolgál a cikkben szereplő információk forrásmegjelöléseként.